# Schefflera wangii
Schefflera wangii är en araliaväxtart som beskrevs av Hui Lin Li. Schefflera wangii ingår i släktet Schefflera och familjen araliaväxter. Inga underarter finns listade.